# Débora Foguel
Débora Foguel (Rio de Janeiro, 20 de outubro de 1964) é uma bioquímica, pesquisadora e professora universitária brasileira.
Comendadora e grande oficial da Ordem Nacional do Mérito Científico e membro titular da Academia Brasileira de Ciências na área de Ciências Biomédicas desde 2008, Débora é professora do Instituto de Bioquímica Médica da Universidade Federal do Rio de Janeiro. Também é membro da Academia Mundial de Ciências.
Pesquisadora na área de neurociências, por seus trabalhos pesquisando as doenças de Alzheimer e Parkinson, Débora recebeu o Prêmio Nise da Silveira, em 2016 e a medalha Mietta Santiago em 2019. Foi pró-reitora de pós-graduação e pesquisa da UFRJ (2011-2015).

## Biografia
Débora nasceu na capital fluminense, em 1964. A decisão de cursar biologia foi influenciada por seu professor do ensino médio, Fernando Gewandsznajder, do Colégio Eliezer Steinberg. Em um primeiro momento, Débora não pensava em ser cientistas e sim professora, mas durante o curso na Universidade Federal do Rio de Janeiro (UFRJ), ela percebeu que era essencial fazer iniciação científica, pois se queria ensinar ciências precisava ter essa vivência na área.
Após uma tentativa frustrada de ingressar na área de genética, sua mãe sugeriu que ela fosse conversar com Haity Moussatché, pai de uma de suas melhores amigas. Haity conseguiu aliviar sua frustração e ainda lhe cedeu uma carta de próprio punho que a recomendava para qualquer laboratório de pesquisa onde quisesse trabalhar. Débora conseguiu estágio de iniciação científica no laboratório de Ricardo Chaloub, no Instituto de Bioquímica da UFRJ, onde seguiu para o mestrado e o doutorado na área de fotossíntese.
Seu doutorado foi da modalidade sanduíche, onde ela passou quase dois anos na Universidade de Illinois. Débora pode trabalhar no laboratório de Gregorio Weber, onde obteve conhecimentos importantes para sua carreira de cientista. Estudando o comportamento de proteínas de cianobactérias, Débora acabou envolvida com uma nova área de estudos que envolvem patologias como Parkinson e Alzheimer.
Desde 1997, Débora é chefe do Laboratório de Agregação de Proteínas e Amiloidoses do Instituto de Bioquímica Médica (IBqM) da UFRJ, além de ser diretora desse instituto desde 2007. É editora científica da Revista Ciência Hoje, desde 1998.